# Saint-Vincent-de-Durfort
Saint-Vincent-de-Durfort là một xã ở tỉnh Ardèche, vùng Rhône-Alpes ở đông nam nước Pháp.